# Mục Dân
Mục Đán (1918–1977), tên thật là Tra Lương Tranh, là nhà thơ tiên phong của chủ nghĩa hiện đại Trung Quốc kiêm dịch giả, cùng họ Tra với Kim Dung (Tra Lương Dung) thuộc gia tộc họ Tra ở Hải Ninh, Chiết Giang. Ông nổi danh với bút danh “Mục Đán”, là nhân vật trụ cột của “Thi Phái Cửu Diệp” thập niên 1940. Thơ ông kết hợp chủ nghĩa hiện đại phương Tây với trải nghiệm hiện thực Trung Hoa.  
Sáng tác thơ của Mục Đán khởi đầu từ thời trung học Nam Khai, sau vào khoa Anh văn Đại học Thanh Hoa, nghiên cứu văn học phương Tây, chịu ảnh hưởng sâu từ các nhà thơ hiện đại như T.S. Eliot và W.H. Auden. Thời kháng chiến, ông theo đoàn di tản 3.000 dặm của Đại học Tây Nam Liên hợp, sáng tác loạt bài như Lên đường, Ba nghìn dặm chân đi, ghi lại hành trình tinh thần của trí thức thời chiến. Năm 1942, ông nhập ngũ, tham gia quân đoàn Viễn chinh Trung Quốc tại Myanmar, trải qua cuộc rút lui khỏi rừng Hồ Khang – trải nghiệm này thai nghén kiệt tác Linh hồn rừng thẳm – Khúc tưởng niệm xương trắng bên sông Hồ Khang.  
Thơ Mục Đán cân bằng giữa tư duy triết luận và trữ tình, phá vỡ khuôn mẫu thơ cổ điển, dùng Hán ngữ hiện đại khám phá nhân tính, chiến tranh và nỗi đau dân tộc. Các tác phẩm tiêu biểu như Ngợi ca, Mùa xuân vừa mang tính triết lý, vừa thấm đẫm quan tâm hiện thực. Thập niên 1950, ông chuyển sang dịch thuật, dùng tên thật Tra Lương Tranh dịch các tác phẩm kinh điển của Pushkin, Shelley, Byron, được coi là chuẩn mực dịch thuật đến nay.  

## bài thơ
- Ngợi khen《赞美》(1941)
- Thơ 8《诗八首》(1942)
- Tình yêu biển《海恋》(1945)
- Bài hát của sự khôn ngoan《智慧之歌》(1976)

## Dịch thuật công trình
- Don Juan(1972)